# Vườn quốc gia Dãy Main
Main Range là một dãy núi và một vườn quốc gia ở Queensland, Australia, chủ yếu nằm ở Tregony, Southern Downs Region 85 kilômét (53 mi) về phía tây nam Brisbane. Nó thuộc di sản thế giới Các rừng mưa Gondwana của Australia (trước đây gọi là Khu dự trữ rừng mưa Trung Đông). Nó bảo vệ phần phía tây của hình bán nguyệt của dãy núi ở Đông Nam Queensland được gọi là Scenic Rim. Điều này bao gồm diện tích rừng nhiệt đới lớn nhất ở Đông Nam Queensland. Vườn quốc gia này là một phần của Vùng Chim Quan trọng của Vùng Cảnh quan, do BirdLife International xác định vì tầm quan trọng của nó trong việc bảo tồn một số loài chim bị đe dọa.

## Mô tả

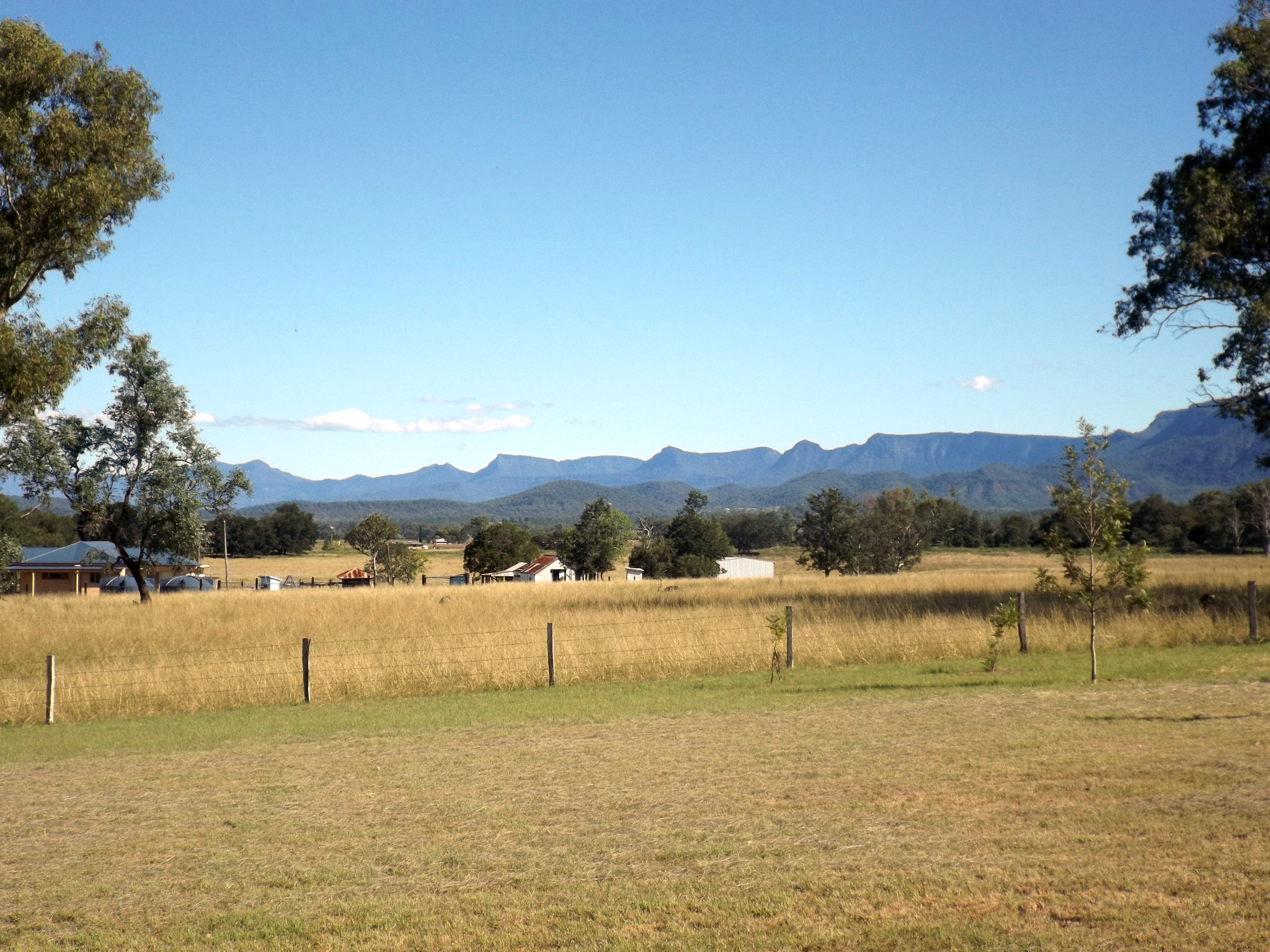
Main Range bao gồm Cunninghams Gap viewed from Rosevale, 2015

Vườn quốc gia trải dài từ núi Kangaroo về phía nam đến đỉnh Wilsons trên biên giới New South Wales  và bao gồm núi Superbus (1.375 m), đỉnh cao nhất South East Queensland.
Bare Rock, núi Cordeaux, núi Mitchell, đỉnh Spicers, núi Huntley, núi Asplenium, núi Steamer, dãy núi The Steamer, Lizard Point, núi Roberts, núi Mistake và núi Superbus đều nằm trong vườn quốc gia dãy Main. Tổng cộng có hơn 40 đỉnh núi cao hơn 1000 m.